# 钱丹辉
钱丹辉（1919年1月6日—2007年），笔名丹辉、冯戈、冯涓等，男，江苏金坛人，中国诗人，曾任中共安徽省委宣传部部长，安徽省文化局局长，陕西省社会科学院副院长。